# Jacqueline Mutere
Jacqueline Mutere   () és una activista feminista kenyana, cofundadora de Grace Agenda, una fundació que proporciona assistència i assessorament a les víctimes de violació a Kenya. És membre del National Victims and Survivors Network (en català, Xarxa Nacional de Víctimes i Supervivents), una organització que procura donar seguiment a l'agenda de reparacions de la Comissió de la Veritat, Justícia i Reconciliació (TJRC).

## Biografia
Mutere va fundar Grace Agenda el 2010 amb l'objectiu de donar suport als fills i filles de víctimes de violacions durant la violència postelectoral de 2007-2008 a Kenya, després que ella mateixa experimentés violència sexual durant els disturbis. Poc després de crear la fundació, Mutere va saber que moltes mares d'aquests nens també necessitaven un lloc segur per poder parlar sobre el seu trauma, i va reconèixer que proporcionar aquesta ajuda ajudaria a que menys mares transmetessin el seu trauma als seus fills.
Mutere també se centra en pressionar el govern de Kenya perquè compleixi la seva promesa de distribuir més de 100 milions de dòlars en reparacions a les supervivents de violació durant els disturbis de 2007-2008. Aquests esforços van incloure una marxa pacífica per lliurar una petició al Senat de Kenya per recordar als seus membres les promeses que van fer a les supervivents.